# Hauptverwaltung Film
Die Hauptverwaltung Film (HV Film) beim Ministerium für Kultur (MfK) war die zentrale Einrichtung für das gesamte Filmwesen der DDR. Sie kontrollierte und organisierte sämtliche Belange von der Filmherstellung bis zur Präsentation. Dadurch sollte sie die Umsetzung der einheitlichen SED-Kulturpolitik im Filmbereich sichern.

## Geschichte
Mit der Bildung des MfK 1954 entstand die untergeordnete HV Film, die für das Film- und Lichtspielwesen der DDR verantwortlich war. Von 1958 bis 1962 wurde die wirtschaftsleitende Zuständigkeit vorübergehend an die Vereinigung Volkseigener Betriebe (VVB) Film übertragen. Ein VB Film war in dieser Zeit für das Lichtspielwesen und die Filmproduktion zuständig. Die Filmzulassung übernahm eine Abteilung im MfK. Ab 1962 war die de jure neu gegründete HV Film wieder für den gesamten Filmbereich zuständig. Der Leiter von 1964 bis 1966 Günter Witt und die beiden Leiter ab 1974 Johannes Starke und Horst Pehnert waren gleichzeitig stellvertretende Minister für Kultur. Im Zuge der Friedlichen Revolution und der staatlichen Reformen ab 1989 verlor die HV Film schnell ihre Kontroll- und Anleitungsfunktion. So wurde der Zulassungszwang schon im Oktober 1989 beendet, als der Verband der Film- und Fernsehschaffenden verbotene Filme wie Spur der Steine sichten und wieder aufführen wollte. Am 15. März 1990, kurz vor der letzten Volkskammerwahl, verordnete die Regierung der DDR die Auflösung der HV Film. Gleichzeitig wurde eine „Abteilung Film und Video“ im MfK gegründet, die nichts mehr mit der HV Film zu tun hatte. Die ehemals untergeordneten Einrichtungen wurden damit auch offiziell eigenständig.

## Kulturpolitische Anleitung und Kontrolle
Die HV Film spielte eine wichtige Rolle bei der Weiterleitung der einheitlichen Kulturpolitik von der SED-Spitze und der DDR-Regierung an die Filmschaffenden und Kinobetreuer in den Bezirken. Die gleichzeitige Position des Leiters und stellvertretenden Ministers für Kultur ist Ausdruck der engen Bindung an das MfK. Der Leiter trug persönlich die Verantwortung für die kulturpolitische Anleitung und trug diese an die Abteilungsleiter und Studio-Leiter weiter. Diese pyramidenartige Hierarchie basierte auf dem für die DDR typischen Prinzip des Demokratischen Zentralismus, das auch das politische System bis 1989 trug. Parallel wurde die Umsetzung der sozialistischen Kulturpolitik stets von zuständigen SED-Leitungen kontrolliert, besonders die Filmproduktion. Die Filmzulassung und -kontrolle nahm den größten Aufgabenbereich ein. Alle Filmproduktionen in der DDR sowie alle Filme aus dem sozialistischen und übrigen Ausland brauchten eine Zulassung der HV. Die Härte der Filmzensur hing aber von der allgemeinen politischen und wirtschaftlichen Lage in der DDR ab, aber auch vom Balanceakt des HV-Leiters. Er war über den ganzen Zeitraum ein Bindeglied, manchmal auch Vermittler, zwischen der SED-Kulturpolitik und den Vorstellungen der Filmemacher. Zumal er die Stoffentwicklung auch begleitete. Aber er hatte das letzte Wort bei der Zulassung von Filmen. Wegen dieser Verantwortlichkeit musste bspw. Günter Witt seine Position im Zuge des Kahlschlagplenums 1965 verlassen.

## Organisation
Die Binnenstruktur mit Hauptabteilungen bzw. Abteilungen änderte sich bis 1990 mehrfach durch unterschiedliche kulturpolitische Einflüsse. Die wichtigsten Abteilungen nannten sich Künstlerische Produktion, Filmzulassung, Lichtspielwesen, Kulturpolitische Arbeit mit dem Film, Filmökonomie und Filmtechnik. Einige zentrale Einrichtungen wurden der HV direkt unterstellt, z. B. die DEFA-Studios, der PROGRESS Film-Verleih und das Staatliche Filmarchiv. Selbst Betriebe für Filmtheatertechnik und Kopierwerke gehörten dazu.

## Leiter der HV Film
- Anton Ackermann (1954–1958)
- Ernst Hoffmann (1962–1963)
- Günter Witt (1/1964 – 1(3)/1966)
- Wilfried Maaß (1(3)/1966 – 12/1966)
- Siegfried Wagner (12/1966 – 2/1969)
- Gert Springfeld (amt. 1969/1971–1972)
- Günter Klein (1973 – 6/1974)
- Johannes Starke (6/1974 – 11/1976)
- Horst Pehnert (12/1976 – 3/1990)[11]